# محمد شنيق
محمد شنيق هو مَحمد (بالفتح) بن محمد بن حسن شنيق (ولد بتونس العاصمة عام 1889 - توفي يوم 20 نوفمبر 1976) سياسي تونسي تولى الوزارة الكبرى مرتين أولاهما عام 1943 والثانية في مطلع الخمسينات.

## نشأته
كان والد مَحمد شنيق من الدفعة الأولى التي التحقت بالمدرسة الصادقية عند افتتاحها عام 1875 ، وعمل بعد ذلك مترجما ثم وكيلا لدى المحاكم التونسية. أما هو فقد درس بالصادقية، ولكنه انقطع عن تعليمه قبل أن ينهيه، بسبب وفاة والده.

## رجل السياسة
كان مَحمد شنيق في العشرينات والثلاثينات مثار جدل، حيث كان معارضا في العشرينات للحزب الحر الدستوري، متعاونا مع نظام الحماية  غير أنه دخل السياسة من الباب الكبير في الأربعينات عندما اختاره المنصف باي وزيرا أكبر عام 1943 وبقي في منصبه فيما بين 1 جانفي و15 ماي. وبعد تنحية الباي وحل حكومته، أصبح وزيره الأكبر شنيق زعيما للحركة المنصفية. ثم عندما أرادت الحكومة الفرنسية سلوك سياسة لينة مع الحركة الوطنية، تشكلت في أوت 1950 حكومة تفاوضية للوصول بالبلاد إلى الاستقلال الداخلي عين على رأسها مَحمد شنيق لمدى ما يحظى به من قبول لدى جميع الأطراف، غير أن فرنسا تخلت عن سياستها وانحلت الحكومة ونفي وزراؤها بمن فيهم الوزير الأكبر إلى قبلي بالجنوب التونسي حيث مكثوا ثلاثة أشهر. وبعد الاستقلال عام 1956 انسحب الرجل من الحياة السياسية.

## رجل الأعمال
بدأ مَحمد شنيق حياته العملية عام 1912 في شركة تجارية إلى أن تمكن من أن يصبح شريكا فيها عام 1917، وبعد بضع سنوات بعث بنكا، تولى فيما بين 1922 و1935 إدارته، وفي هذه السنة قام برحلة قادته إلى بلدان الشرق العربي بهدف توسيع التجارة نحوها، وقد التقى خلالها بطلعت حرب في مصر وزار مصانعه للنسيج، وبعد عودته إلى تونس أسس بدوره الشركة التونسية للغزل والنسيج عام 1939 والتي أدارها إلى وفاته عام 1976. كما اشتغل في الفلاحة حيث كان من أوائل التونسيين الذين أدخلوا الآلات الفلاحية في العشرينات.

## إشارات مرجعية
1. ↑  نص لحفيدته الباحثة في التاريخ صفية المنستيري نسخة محفوظة 25 مارس 2013 على موقع واي باك مشين.
2. ↑  المصدر نفسه
3. ↑  ترجمة مَحمد شنيق بقلم صفية المنستيري نسخة محفوظة 27 مارس 2013 على موقع واي باك مشين.

| سبقه الهادي الإخوة | وزير أكبر (تونس) 1 جانفي 1943 -15 ماي 1943- | تبعه صلاح الدين البكوش |

| سبقه مصطفى الكعاك | وزير أكبر (تونس) 8 أوت 1950 -26 مارس 1952- | تبعه صلاح الدين البكوش |